# میلان شریبر

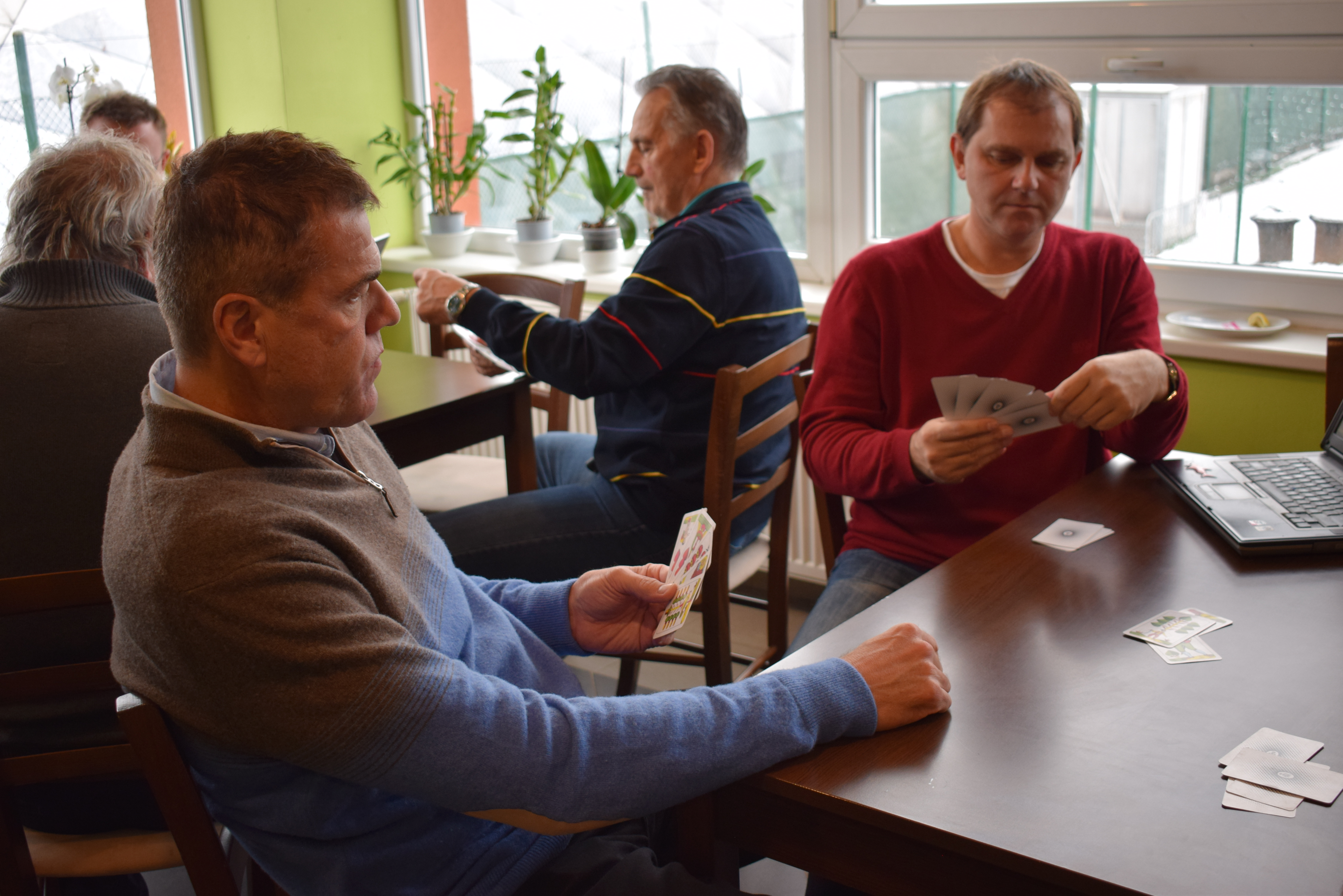
میلان شریبر (سمت چپ تصویر) - ۲۰۱۸

 میلان شریبر (انگلیسی: Milan Šrejber؛ زاده ۳۰ دسامبر ۱۹۶۳) یک تنیس‌باز اهل جمهوری چک است.